# Адага
Адага (кайт. Адагъа, дарг. Адагъай) — село в Кайтагском районе Дагестана. Входит в состав сельского поселения Сельсовета Шилягинский.

## География
Село Адага расположено на высоте 1110 метров над уровнем моря. Ближайшие населённые пункты — Шиланша, Дакниса, Гульды, Джирабачи, Сургия, Лища, Джигия, Кулиджа, Шиляги, Дуреги.

## Население
| 1888 | 1895 | 1926 | 1939 | 1970 | 1989 | 2002 |
| ---- | ---- | ---- | ---- | ---- | ---- | ---- |
| 431  | ↘418 | ↗432 | ↘352 | ↘241 | ↘129 | ↗205 |
| 2010 | 2021 |      |      |      |      |      |
| ↘163 | ↗217 |      |      |      |      |      |